# Supertormenta
Supertormenta es un docudrama creado por la BBC que muestra las posibilidades del hombre de controlar el clima, sus ventajas y desventajas.

## Argumento
Después de toda una serie de destructivos huracanes, Washington reúne a un grupo de científicos con la misión de conseguir algo aparentemente imposible: el control del clima. Lo que comienza como un proyecto de investigación teórico se transforma en algo mucho más complejo, cuando el equipo recibe la solicitud de poner sus ideas en práctica.
Una vez desviado el curso de un pequeño huracán en el Atlántico, el grupo de científicos recibe una segunda petición: crear un nuevo sistema del tiempo capaz de desviar otro huracán que amenaza el estado de Florida, precisamente la ciudad de Miami. Llevar a cabo este plan, sin embargo, podría causar severas inundaciones en los estados más pobres del país. Las implicaciones morales que ello produce que los miembros del equipo se dividan, hasta que finalmente deciden abandonar el experimento.
Los acontecimientos toman un siniestro giro cuando una agencia no identificada de los Estados Unidos accede a la computadora de los científicos, con la intención de continuar su experimento. De esta manera, se origina un desastre sin precedentes: una Supertormenta que se dirige a la ciudad de Nueva York.

## Reparto
- Chris Potter es Dan Abrams.
- Nicola Stephenson es Sara Hughes.
- Tom Sizemore es Katzenberg.
- JR Bourne es Lance Resnick.
- Cas Anvar es Munish Loomba.
- Nicolas Wright es Ralf DeWitt.
- Jana Carpenter es Holly Zabrieski.